# 亚美尼亚独立日
亚美尼亚独立日(亞美尼亞語: Հայաստանի Անկախության օրը)是亚美尼亚的国定假日之一，設立於每年的9月21日。

## 历史
1990 年 8 月 23 日，亚美尼亚最高委员会通过了《亚美尼亚独立宣言》 ，根据该宣言废除了亚美尼亚苏维埃社会主义共和国，成立了独立的亚美尼亚共和国 。 1991年9月21日，在全民公决中，大多数人表示赞成确认亚美尼亚脱离苏联。 1991年11月, Levon Ter-Petrosyan 当选为亚美尼亚第一任总统。由于苏联解体，亚美尼亚于同年 12 月 26 日获得完全独立  。

## 庆祝活动
每年在首都埃里温和亚美尼亚其他所有城市，9 月 21 日都会举办庆祝活动，每五年在埃里温共和国广场组织一次阅兵式。

### 独立日阅兵
1992 年、1996 年、1999 年、2006 年、2011 年和 2016 年在埃里温举行了纪念独立日的阅兵式，并计划在 2026 年举行阅兵式 。 2021年，在独立30周年之际，在共和国广场举行了一场音乐会，而不是游行 。

#### 1996
1996 年，在亚美尼亚独立公投五周年之际举行游行 。

#### 1999
1999年，举行了纪念亚美尼亚共和国独立八周年的阅兵式。 阅兵由Manvel Grigoryan少将指挥，游行由Vagharshak Harutyunyan中将主持。

#### 2006年
2006 年，在亚美尼亚独立15周年之际举行了阅兵式。國防部長S. A. Sargsyan和M. A. Harutyunyan 向士兵們表示祝賀。 

#### 2011
2011年，阅兵在亚美尼亚独立20周年之际举行，国防部长S. M. Oganyan和总参谋长Yu. G. Khachaturov出席了阅兵式，来自第102军事基地的RF武装部队军人首次参加了阅兵式。除此以外，参加阅兵的还有宪兵、维和旅、国家安全局的现金单位和NKR 武装部队的退伍军人。

#### 2016
亚美尼亚独立公投25周年以来举行了最大规模的阅兵式。阅兵由第四军团司令德拉尼克·馬加良少将指挥，游行有35万人参加：来自美国、德国、意大利、波兰和希腊的一些国际维和旅参加了游行。

## 圖集

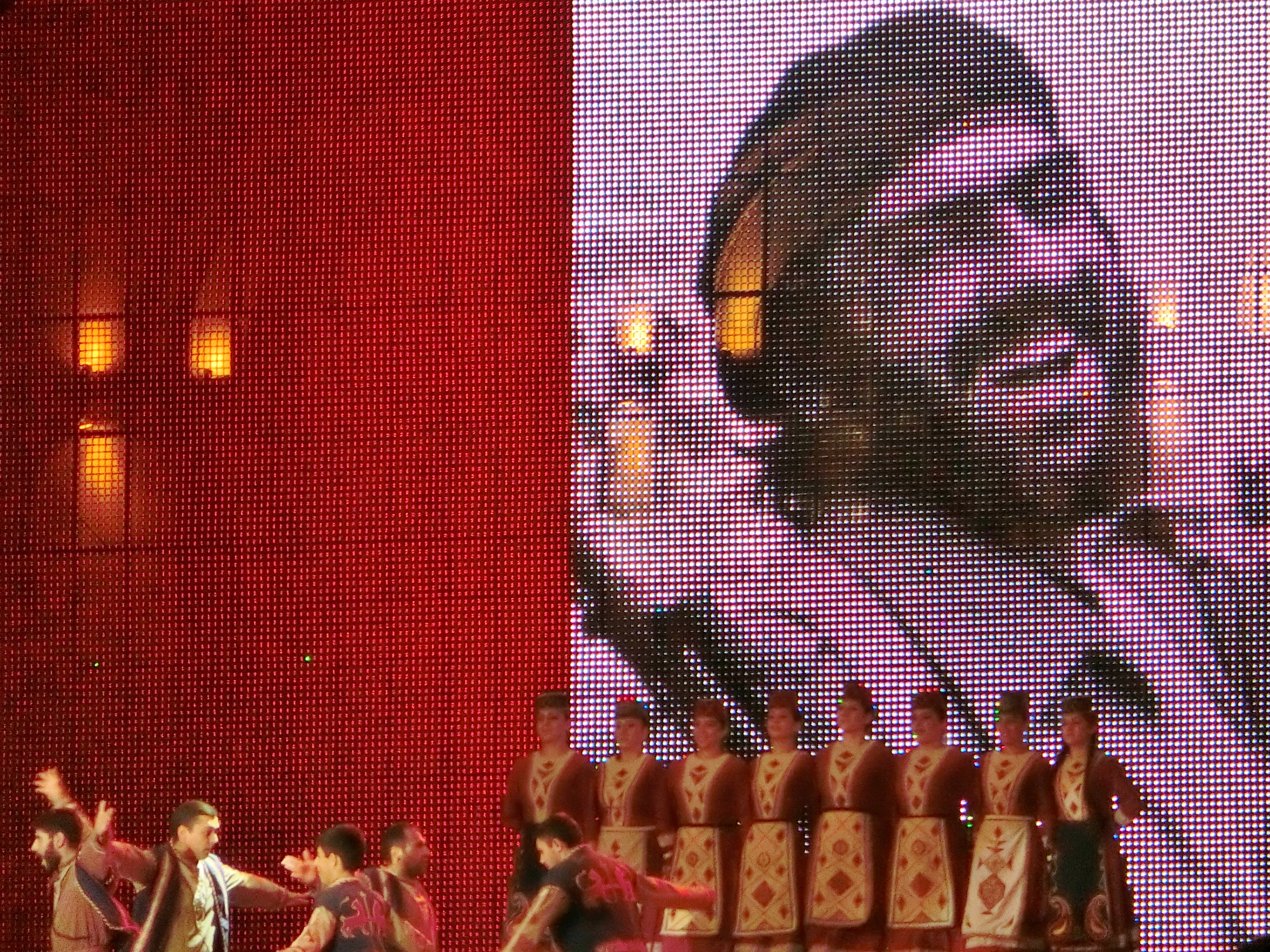
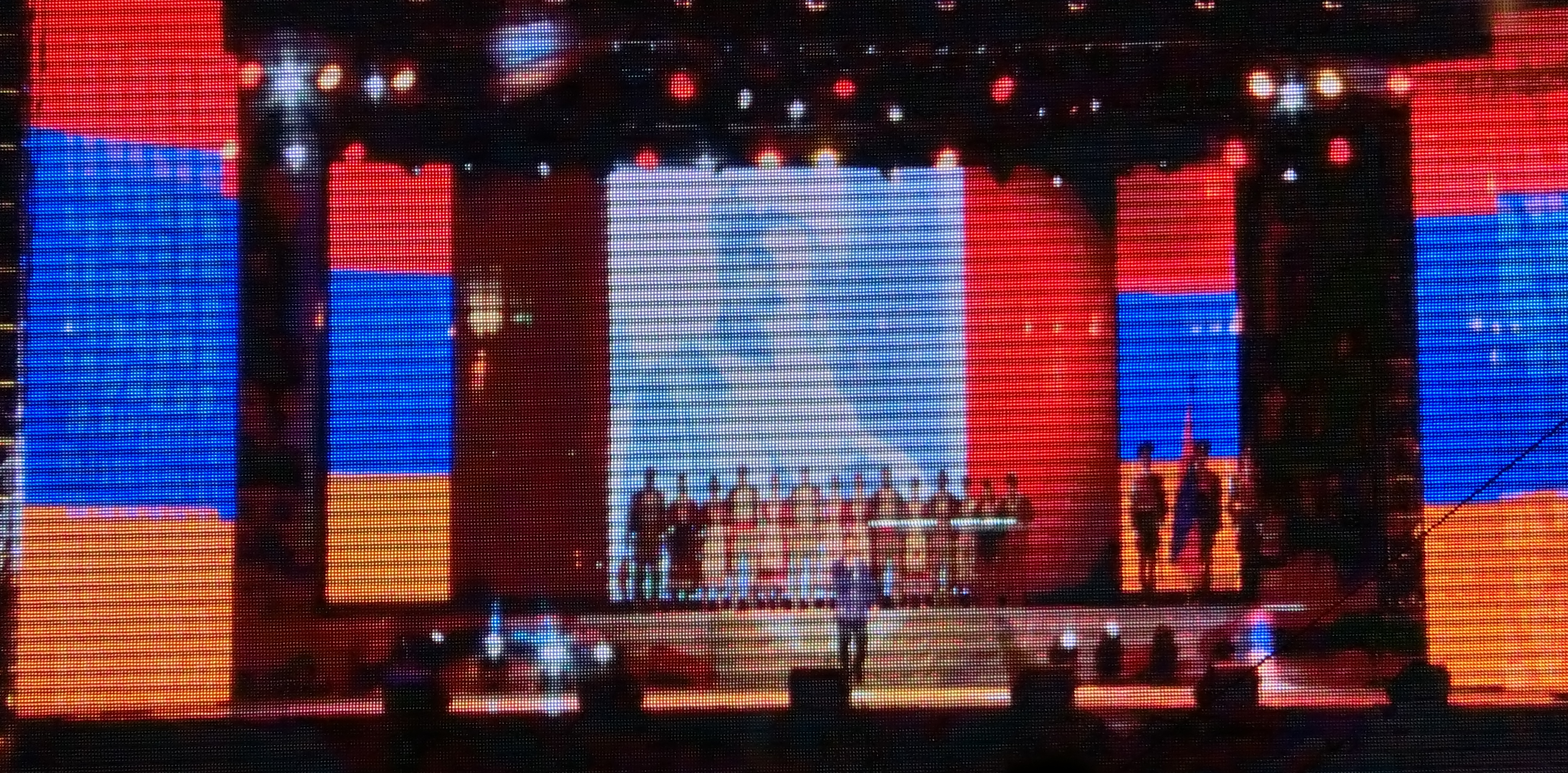
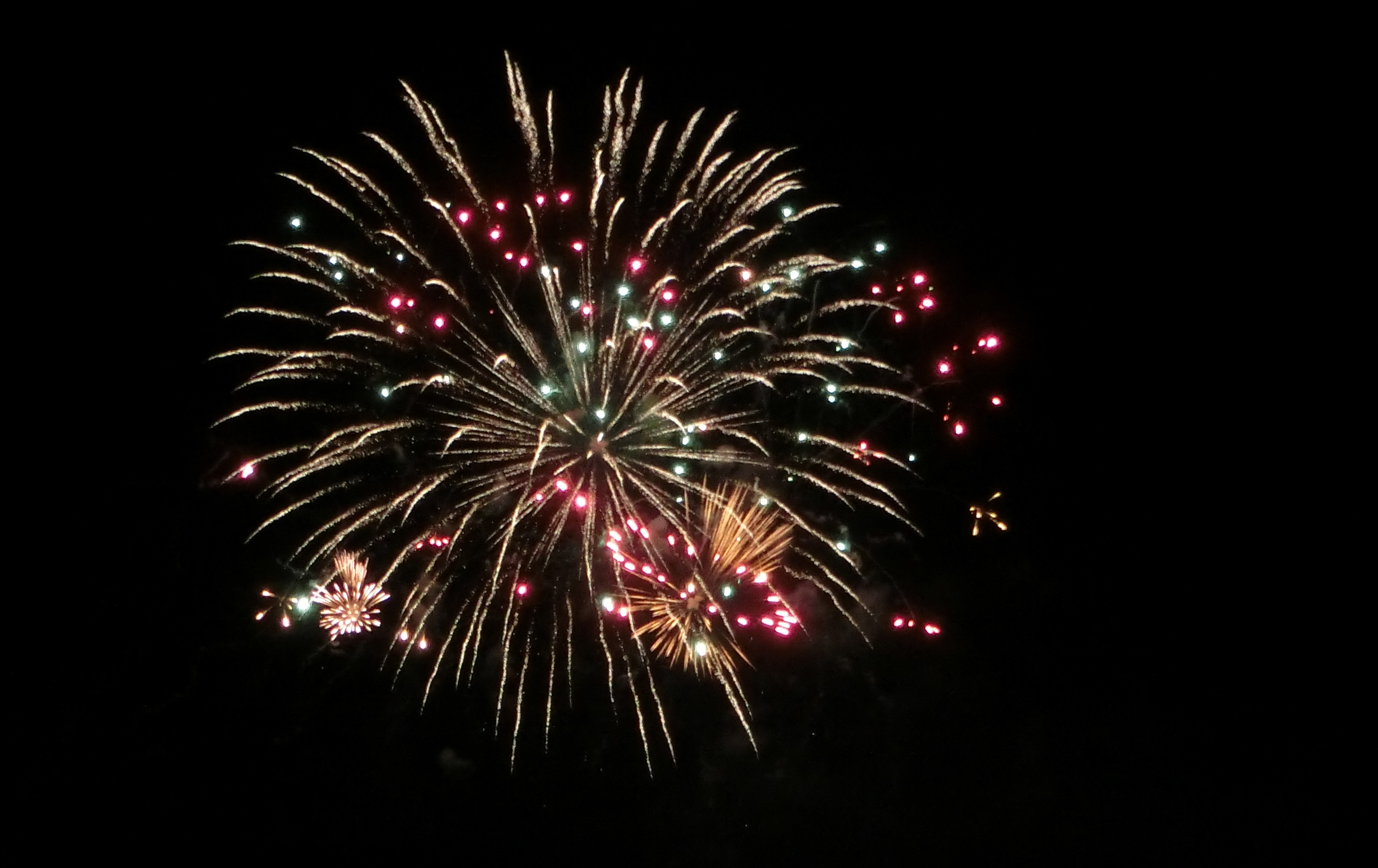
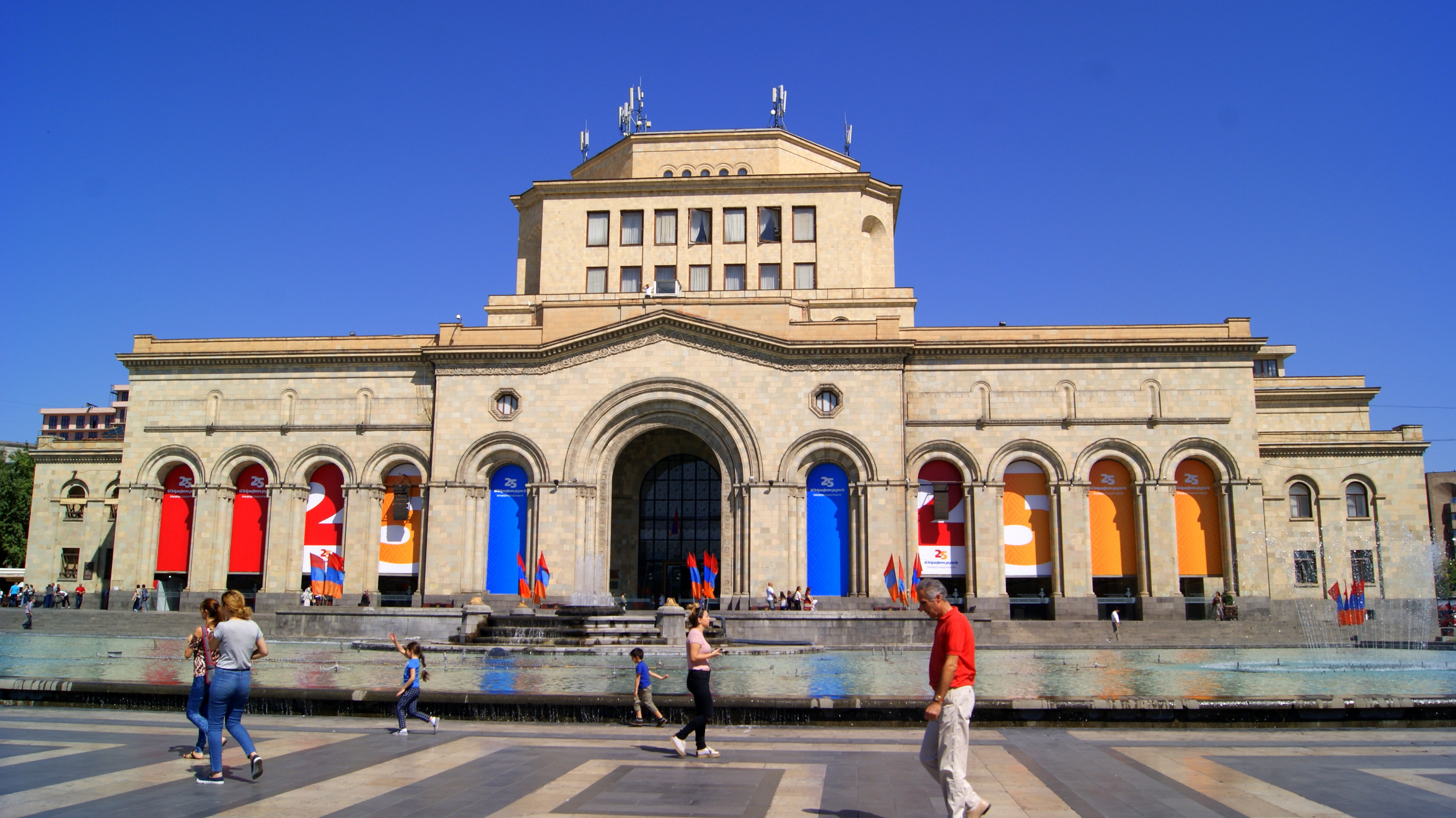
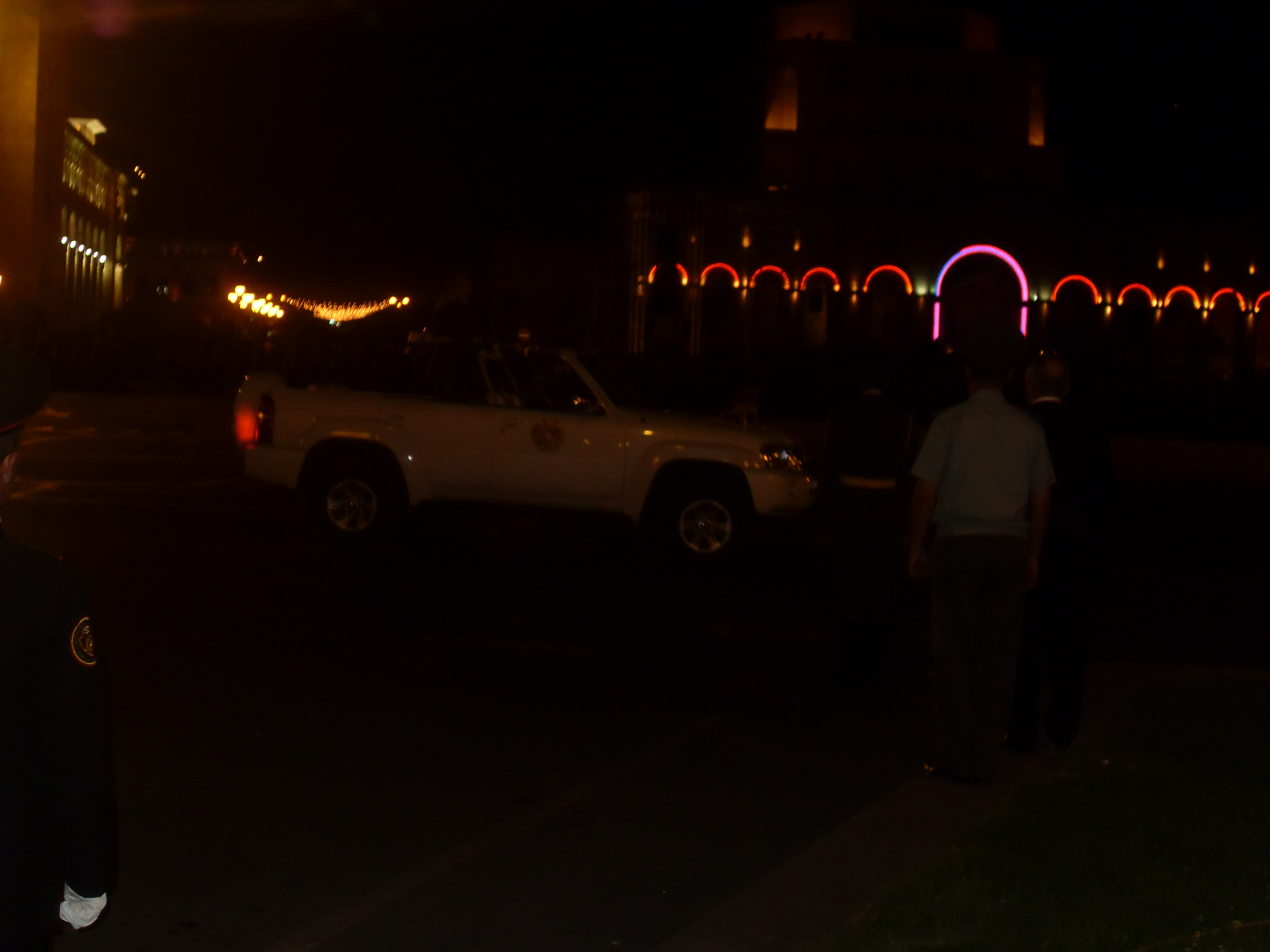
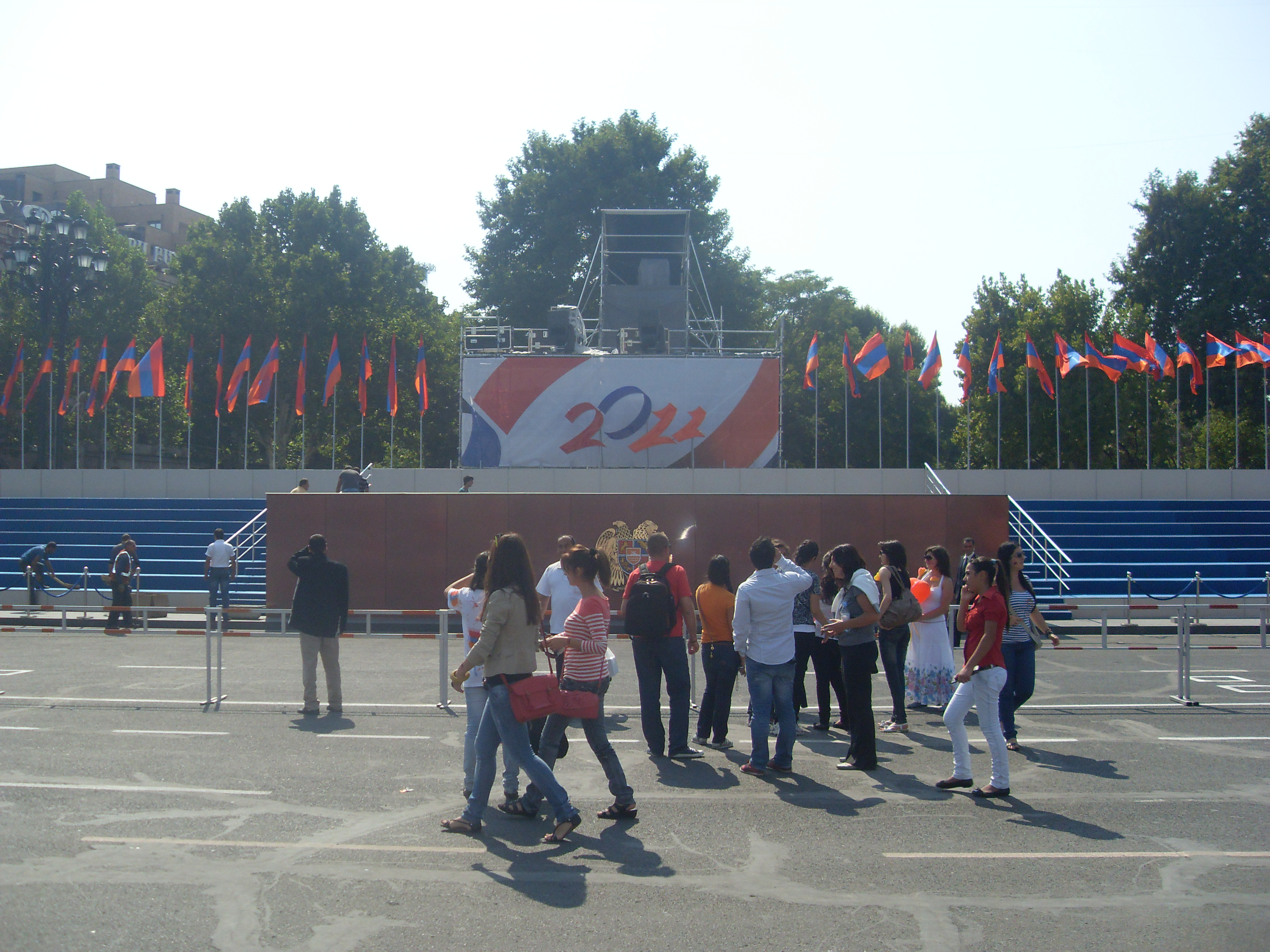
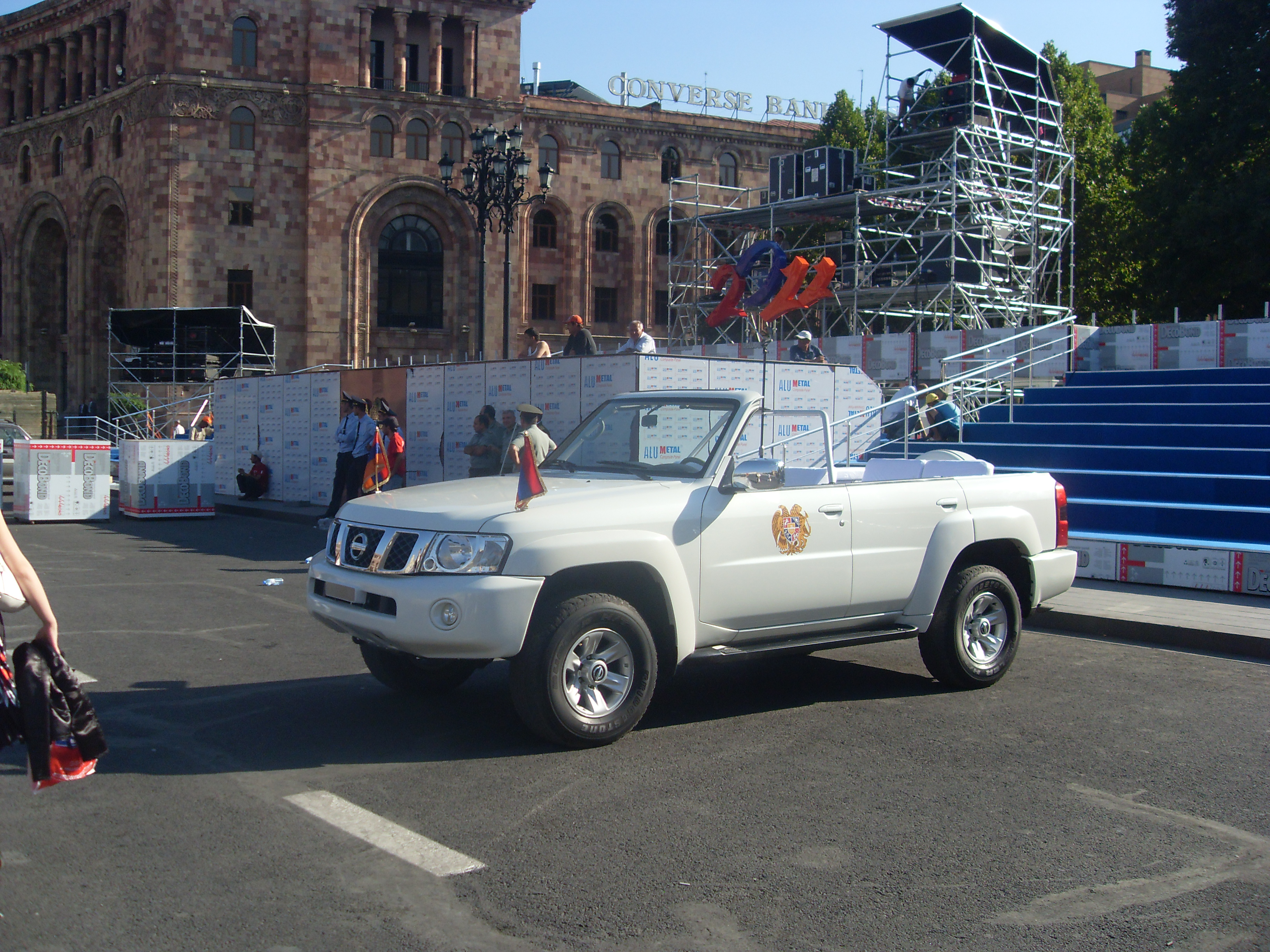
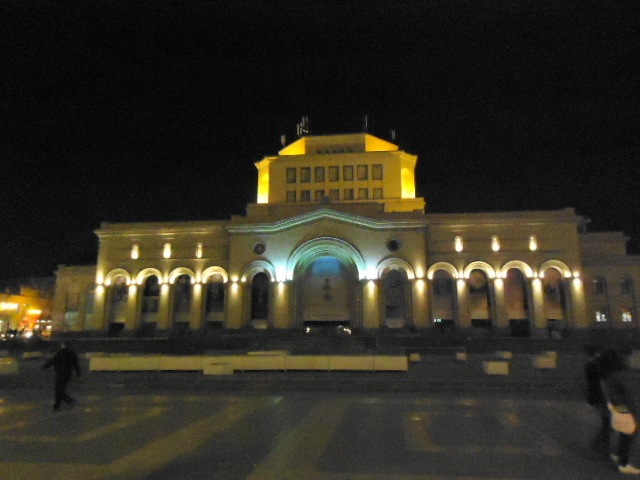
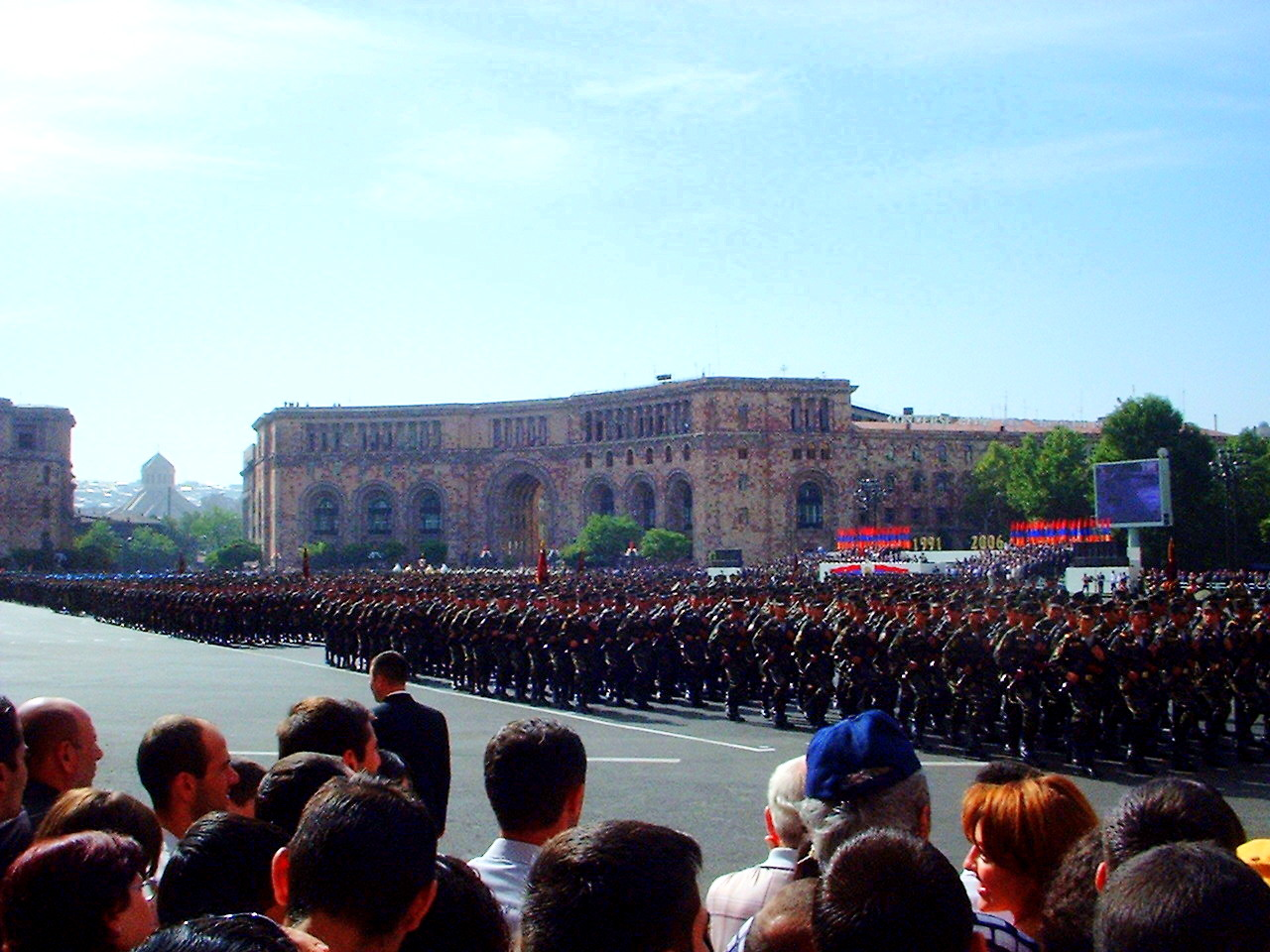
2006年獨立日閱兵
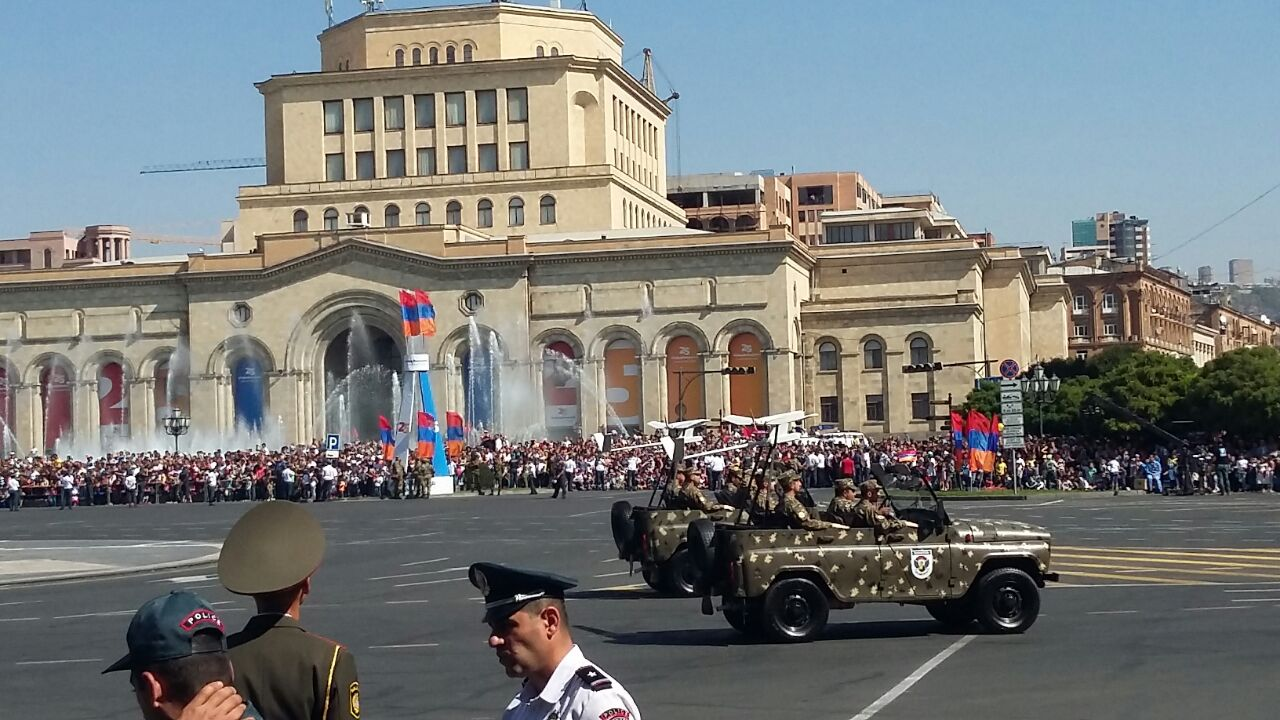
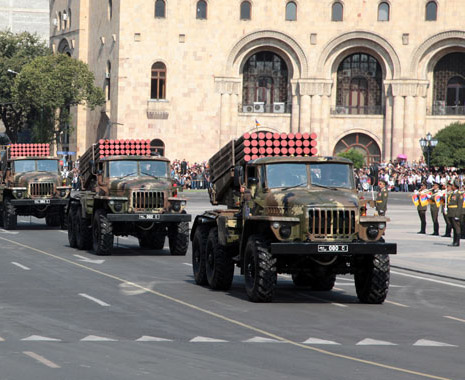
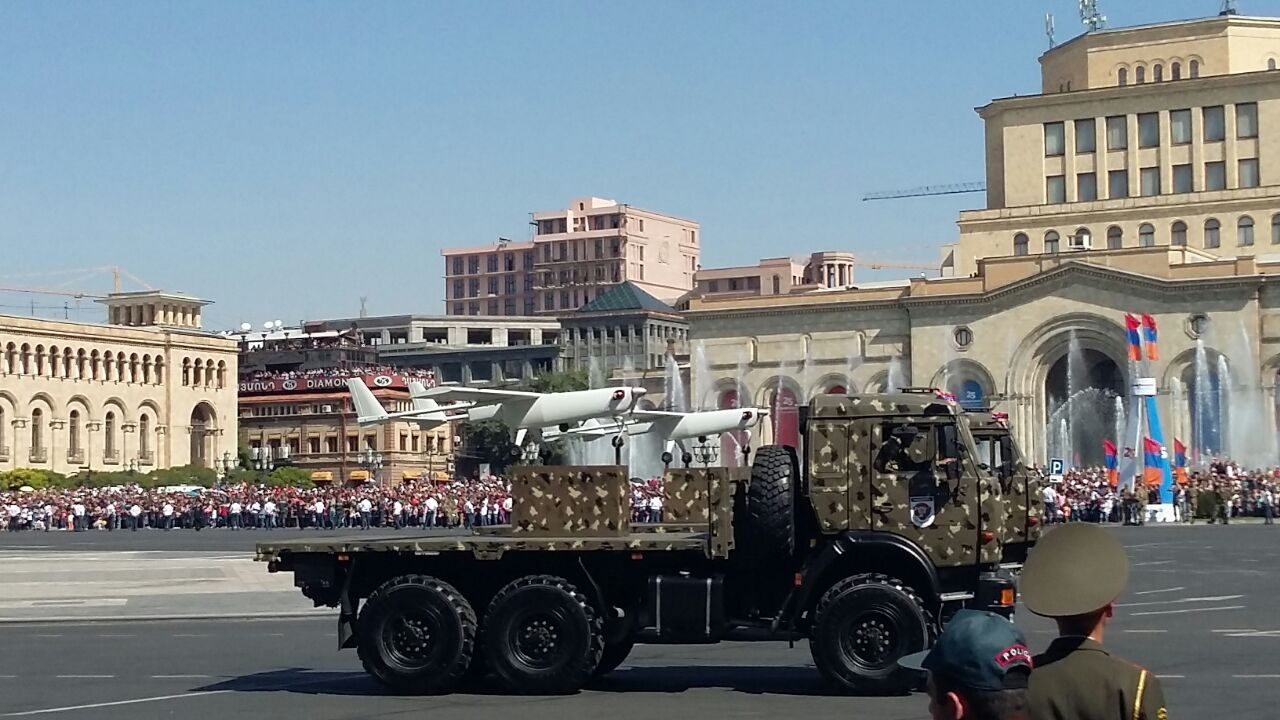
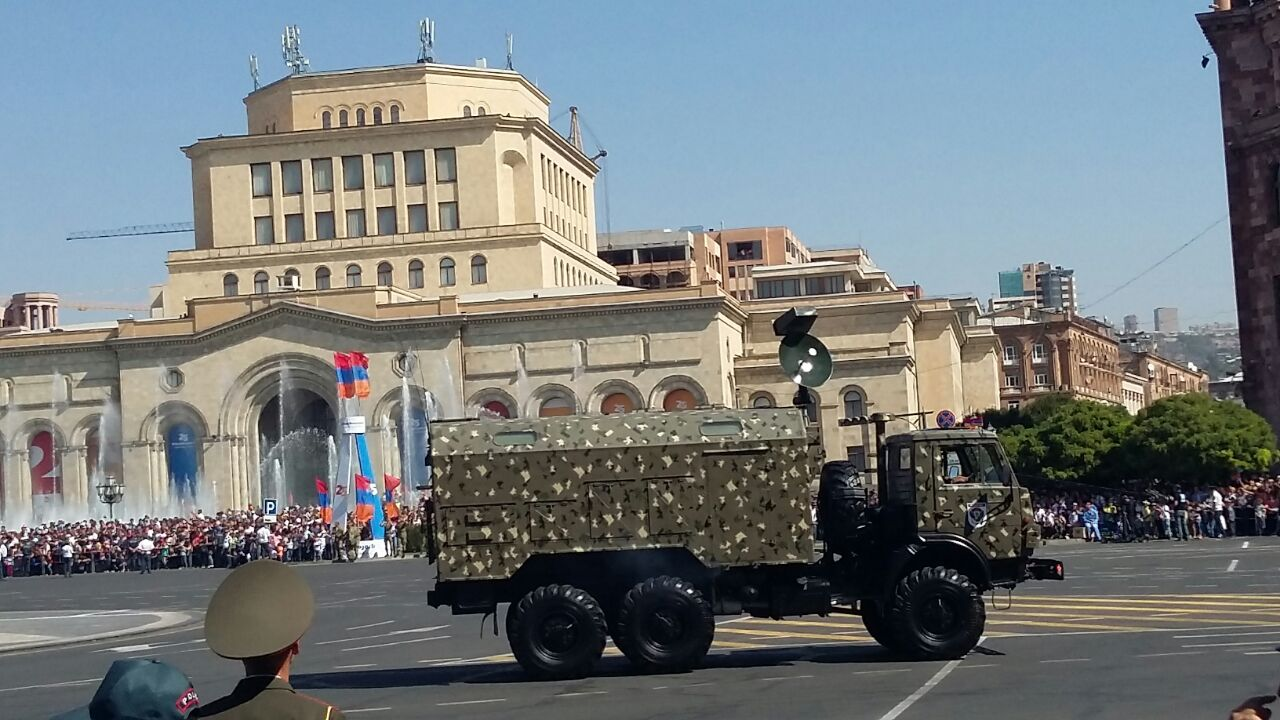
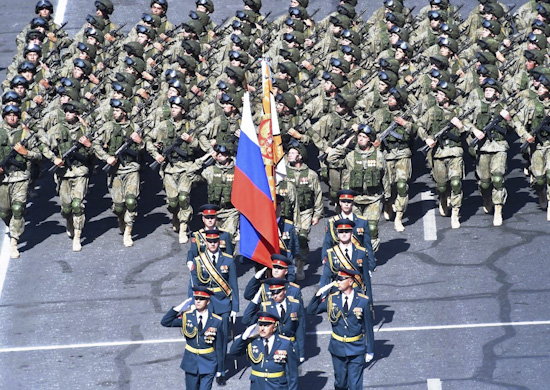